# Léo Kret
Léo Kret do Brasil de Souza Santos (Salvador, 9 de dezembro de 1983), mais conhecida simplesmente como Léo Kret ou Léo Kret do Brasil, é uma política, dançarina, atriz e cantora brasileira. Kret tornou-se conhecida por ser a primeira parlamentar transexual do Brasil.

## Biografia
Kret nasceu na cidade de Salvador em 9 de dezembro de 1983. Filha de Francisco Assis Gomes e Eunice Souza dos Santos, ela foi batizada ao nascer como Alecsandro de Souza Santos, e cresceu no bairro de Areia Branca, em Lauro de Freitas. Mais tarde, ela e sua família passaram a viver no bairro de Pernambués, em Salvador.
Em 18 de novembro de 2009 o juiz Nelson Cordeiro da Vara de Registro Civil da Comarca de Salvador concedeu sentença favorável para que Leo Kret pudesse usar o nome que se identifica: Leo Kret do Brasil. Mesmo com a determinação judicial, apenas em 2018 seu nome foi substituído pela Justiça Eleitoral do Brasil.
Kret iniciou sua carreira como dançarina do grupo de pagode Saiddy Bamba, onde participou por sete anos, até deixar o grupo em 2009.
Em 2013, após ter perdido as eleições de reeleição em 2012, Kret retornou à carreira artística; iniciou um grupo musical de funk carioca chamado Leo Kret & as Novinhas. Dentre as músicas lançadas no período estão Aula de Quadradinho, que foi inclusive apresentada em conjunto com outros artistas em seus respectivos shows, como Ivete Sangalo.
Em 2018, Kret participou do Programa do Ratinho no Quadro 10 ou Mil, onde saiu vencedora.
Em 2019, participou do clipe musical Bola Rebola, da cantora Anitta. Em 2020, voltou a trabalhar com Anitta: dessa vez, participando do clipe da música Me Gusta.

## Carreira política
Kret ingressou na política na eleição municipal de 2008, quando se candidatou pelo Partido da República para o cargo de vereadora. Ela obteve 12.861 votos, a quarta maior obtenção de votos para o cargo legislativo de Salvador naquele ano, foi eleita e atuou na 16ª legislatura da Câmara Municipal de Salvador.
Suas ações como vereadora incluíram:
- A defesa da regulamentação da atividade de moto-taxista no município de Salvador;[14][15]
- A criação do circuito de carnaval do bairro da Liberdade nomeado como "Circuito Mãe Hilda de Jitolu" em homenagem a  matriarca do Ilê Aiyê;[16]
- A aprovação o Dia da Consciência Negra como feriado municipal em Salvador, sob a justificativa de que a cidade mais negra fora da África tem o direito de comemorar e reverenciar uma data em reparação aos atos sofridos pelas pessoas negras submetidas à escravatura em Salvador;[17]
- Integrou três comissões permanentes da Câmara Municipal de Salvador:[2]
  - Comissão dos Direitos do Cidadão;
  - Comissão de Reparação; e
  - Comissão de Desenvolvimento Econômico e Turismo.

Em  2010 disputou o cargo de Deputada Estadual da Bahia, obteve 22.534 (0,36%) votos. Dos 22.534, 15.664 votos foram em Salvador, superando assim seu resultado nas eleições de 2008.
Nas eleições de 2012, ela concorreu à reeleição para o cargo de vereadora. Obteve 7.495 votos (0,58%) e não conseguiu reeleger-se por coeficiente eleitoral.
Em 2014, Kret muda de partido e ingressa o Democratas. Foi candidata por quatro vezes pelo partido, e não foi eleita em nenhuma das ocasiões: em 2014, para deputada estadual da Bahia, em 2016, para vereadora de Salvador, em 2018, para deputada federal pela Bahia e, em 2020, novamente para vereadora de Salvador.
Em dezembro de 2017 assumiu cargo de ouvidora setorial da Secretaria Municipal da Reparação do município de Salvador. Em março de 2020 deixou o cargo após ser aprovada para cursar Direito na Universidade do Estado da Bahia.
Em março de 2022, Léo Kret anunciou sua saída do Democratas para ingressar no Partido Democrático Trabalhista. Na ocasião, Kret foi recebida diretamente pelo presidente estadual da legenda, Félix Mendonça Júnior, que a convidou para concorrer ao cargo de deputada federal nas eleições gerais no Brasil em 2022. Por fim, ela afirmou "[[o PDT tem]] espírito da liberdade e da democracia [[...]] é um partido que trata a política com diálogo, de forma branda, mas sem perder a força. É um partido onde não há extremismo de um lado ou do outro”.